# 重安駅
重安駅（しげやすえき）は、山口県美祢市大嶺町北分字山崎にある、西日本旅客鉄道（JR西日本）美祢線の駅である。

## 歴史

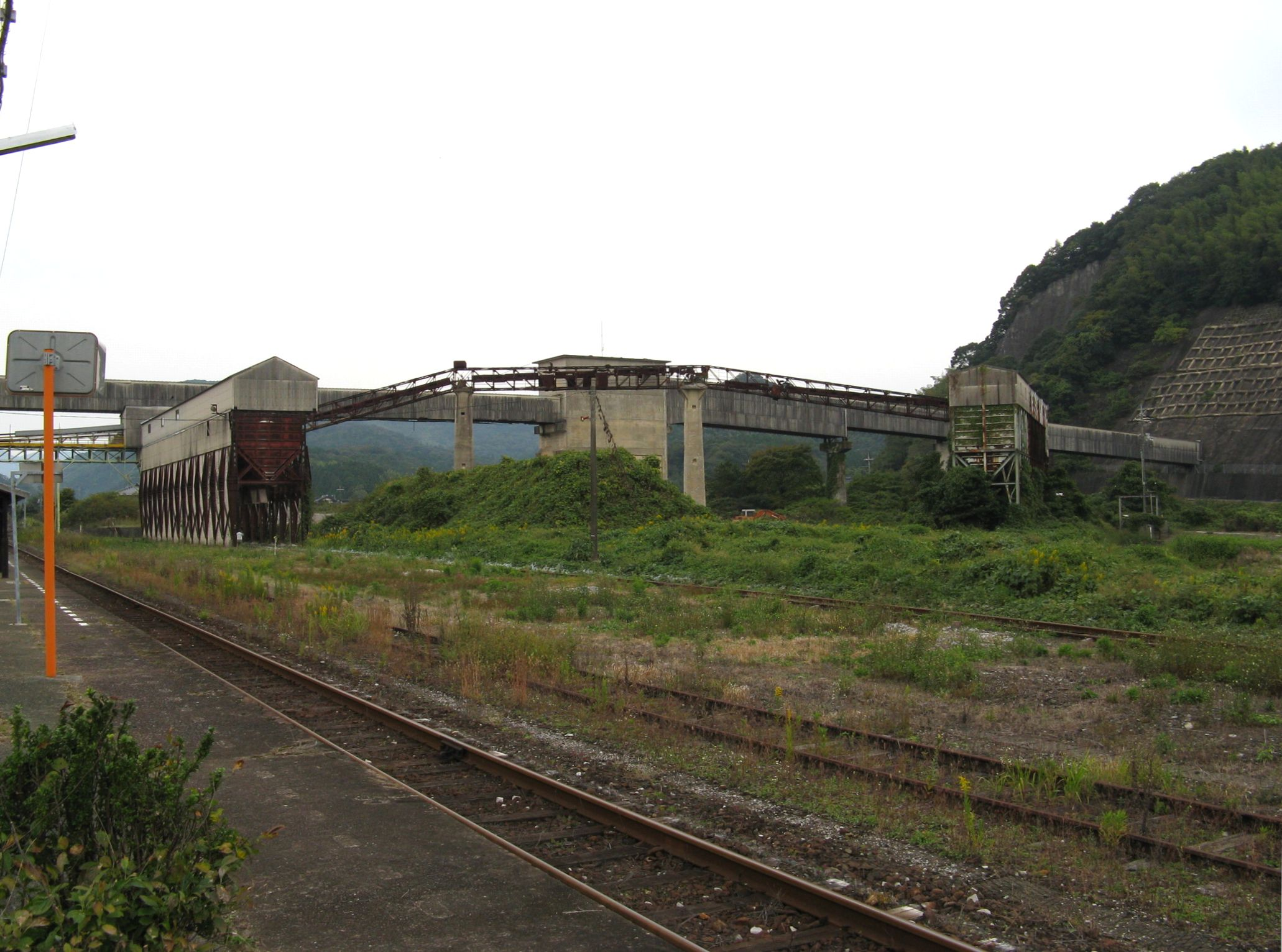
ホームから石灰石積込施設を望む（2009年10月）

- 1916年（大正5年）9月15日：美祢軽便鉄道が伊佐駅（現・南大嶺駅）から当駅までの区間で開業した際に、その終着駅として設置[1]。一般駅[2]。
- 1920年（大正9年）
  - 6月1日：美祢軽便鉄道国有化[1]。鉄道省美禰軽便線の駅となる[1]。
  - 10月30日：美禰軽便線が当駅から於福駅まで延伸[1]。途中駅となる[1]。
- 1922年（大正11年）9月2日：軽便線の呼称廃止に伴い美禰軽便線が美禰線（1963年より美祢線と表記[3]）に改称され、当駅もその所属となる[1]。
- 1982年（昭和57年）10月1日：専用線発着を除く貨物の取扱を廃止[2]。
- 1984年（昭和59年）2月1日：荷物の取扱を廃止[3]。
- 1986年（昭和61年）11月1日：駅員無配置駅となる[4]。
- 1987年（昭和62年）4月1日：国鉄分割民営化により、西日本旅客鉄道・日本貨物鉄道の駅となる[3]。
- 2009年（平成22年）10月18日：この日をもって貨物列車運行終了、貨物取扱休止。
  - 駅構内に太平洋セメント重安鉱業所の石灰石積込施設があり、そこから石灰石を輸送するためのDD51形ディーゼル機関車およびホキ9500形貨車（太平洋セメント所有の私有貨車）による専用貨物列車が1日1往復宇部岬駅との間で2009年10月18日まで運行されていた。
- 2010年（平成22年）7月15日：大雨による厚狭川氾濫で橋梁や路盤が流失。全線不通となり、営業休止。
- 2011年（平成23年）9月26日：全線開通により、営業再開。
- 2014年（平成26年）4月1日：日本貨物鉄道の駅が廃止され、貨物取扱終了[5]。
- 2023年（令和5年）7月1日：大雨による厚狭川増水で橋梁や路盤が流出[6]。全線不通となり、営業休止。4日より代行バスが運転開始[7][8]。

## 駅構造

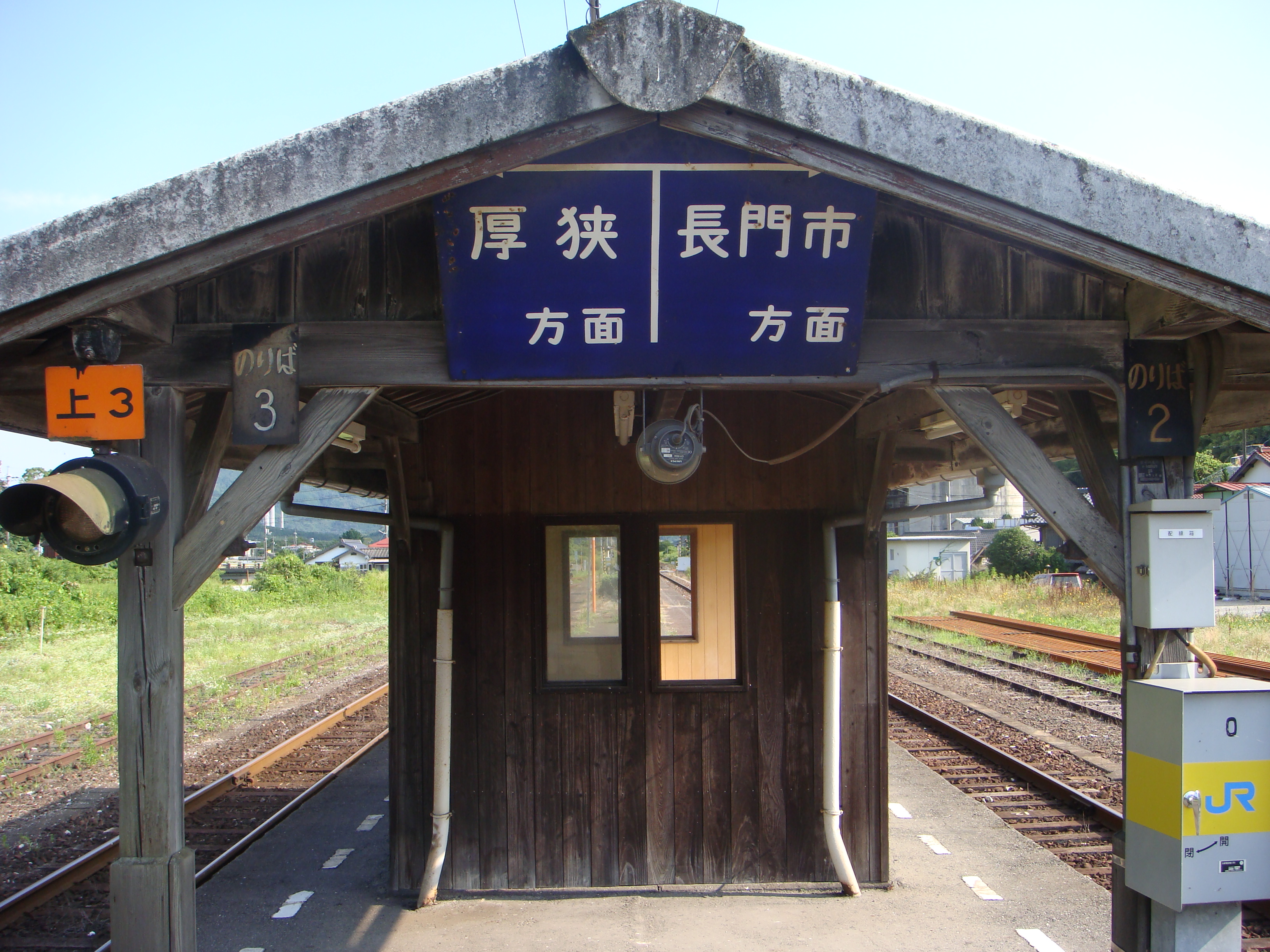
番線表示のあるホーム（2008年7月）

島式ホーム1面2線の構造を持ち、列車交換が可能な地上駅。長門鉄道部管理の無人駅であり、自動券売機もない。下り線西側に駅舎があり、ホームへは構内踏切で移動する。駅舎直結の線路（1番線）もあるが、乗降用としては使われていない。ホーム上に木造の待合所がある。

### のりば
| のりば | 路線    | 方向 | 行先           |
| ------ | ------- | ---- | -------------- |
| 2      | ■美祢線 | 下り | 長門市方面     |
| 3      | ■美祢線 | 上り | 美祢・厚狭方面 |

## 利用状況
1日の平均乗車人員は以下の通り。駅周辺の過疎化およびモータリゼーションによって20年間で10分の1になっている。
| 乗車人員推移 | 乗車人員推移 |
| 年度         | 1日平均人数  |
| ------------ | ------------ |
| 1999         | 31           |
| 2000         | 29           |
| 2001         | 22           |
| 2002         | 21           |
| 2003         | 17           |
| 2004         | 18           |
| 2005         | 20           |
| 2006         | 19           |
| 2007         | 21           |
| 2008         | 17           |
| 2009         | 16           |
| 2010         | 11           |
| 2011         | 12           |
| 2012         | 11           |
| 2013         | 10           |
| 2014         | 8            |
| 2015         | 9            |
| 2016         | 6            |
| 2017         | 6            |
| 2018         | 3            |
| 2019         | 5            |
| 2020         | 4            |
| 2021         | 5            |
| 2022         | 7            |

## 駅周辺
駅前には商店が数軒ある。住宅は少ない。
- 重安石灰[11]
- 山崎郵便局
- 美祢警察署 重安駐在所
- 国道316号

## 隣の駅
西日本旅客鉄道（JR西日本）
■美祢線
美祢駅 - 重安駅 - 於福駅